# Gaziantepspor
Gaziantepspor (offiziell: Gaziantepspor Kulübü) war ein Sportverein (Fußball, Basketball und Billard) aus Gaziantep, der größten Stadt der türkischen Region Südostanatolien. Von den Fans wurde der Verein auch „Antep“, „Antepspor“, „Şahinler“ oder „Gazikent“ genannt. Das Kamil-Ocak-Stadion mit Platz für 17.000 Zuschauer war bis Ende 2016 die Heimstätte von Gaziantepspor. Der Verein spielte ab den 1970er bis in die 2010er Jahre insgesamt 31 Spielzeiten in der Süper Lig. 

## Geschichte
Der Verein wurde am 7. Februar 1969 unter Führung von Beşir Bayram gegründet. Die Vereinsfarben rot-schwarz deuten auf die Verteidigung der Stadt im türkischen Befreiungskrieg (1919–1923), wobei schwarz die Trauer und rot das vergossene Blut symbolisiert.
In der Saison 1970/71 bestritt die Mannschaft in der türkischen dritten Liga ihr erstes Spiel. Der Aufstieg in die zweite Liga gelang in der folgenden Saison. Nach sieben Jahren in der zweiten Liga stieg Gaziantepspor in die erste Liga auf. Große Erfolge konnten aber nicht verzeichnet werden, und somit stieg die Mannschaft in der Saison 1982/83 ab. In der türkischen Süper Lig befand man sich seit der Saison 1989/90 und schaffte von dem Zeitpunkt an immer mehr an Ansehen und Stärke zu gewinnen, nicht zuletzt durch die kluge Wirtschaftspolitik des langjährigen Präsidenten des Vereins, Celal Doğan, der den Verein zwischen 1994 und 2004 geleitet hat. Die Mannschaft konnte zwar keine nennenswerten Erfolge feiern, galt aber trotzdem als der Angstgegner der Istanbuler Großklubs. Außerdem war Gaziantepspor für das Fördern junger Spieler bekannt, die später zu den Istanbuler Großklubs wechselten wie z. B. Gökhan Güleç, İbrahim Toraman, Ayhan Akman, İsmail Köybaşı und İbrahim Üzülmez. Gaziantepspor unterhielt eine Fanfreundschaft zu MKE Ankaragücü und später auch zu Bursaspor.
In der Saison 2016/17 befand man sich nach 34 Spieltagen auf dem 17. Tabellenplatz und musste somit in die TFF 1. Lig absteigen. In der darauf folgenden Saison wurde am letzten Tag des Jahres 2017 die Auflösung des Vereins bekannt gegeben. Als Grund wurde die Schuldenlast genannt.

## Wappen
Im Wappenschild, welcher die Burg von Gaziantep darstellt, ist ein Falke, das Symbol der Stadt, abgebildet. Darunter ist das Gründungsjahr zu sehen. Den Hintergrund bildet ein Karomuster in den Vereinsfarben.

## Europapokalbilanz
Gaziantepspor nahm im Jahre 1996 erstmals am UI-Cup teil. Im Jahr 2000 spielte Gaziantepspor zum ersten Mal im UEFA-Pokal und schied gegen den späteren Finalisten Deportivo Alavés aus.
In der Saison 2003/04 erreichte der Verein die 3. Runde im gleichen Wettbewerb und schied erst dort knapp gegen den AS Rom aus.
| Saison  | Wettbewerb         | Runde                  | Gegner           | Gesamt | Hin     | Rück    |
| ------- | ------------------ | ---------------------- | ---------------- | ------ | ------- | ------- |
| 1996    | UEFA Intertoto Cup | Gruppenphase           | FC Groningen     | 1:1    | 1:1 (A) |         |
| 1996    | UEFA Intertoto Cup | Gruppenphase           | Vasas Budapest   | 3:2    | 3:2 (H) |         |
| 1996    | UEFA Intertoto Cup | Gruppenphase           | Lierse SK        | 0:1    | 0:1 (A) |         |
| 1996    | UEFA Intertoto Cup | Gruppenphase           | JK Trans Narva   | 0:0    | 0:0 (H) |         |
| 2000/01 | UEFA-Pokal         | 1. Runde               | Deportivo Alavés | 3:4    | 0:0 (A) | 3:4 (H) |
| 2001/02 | UEFA-Pokal         | Qualifikation          | Zimbru Chișinău  | 4:1    | 0:0 (A) | 4:1 (H) |
| 2001/02 | UEFA-Pokal         | 1. Runde               | Hapoel Tel Aviv  | 1:2    | 0:1 (A) | 1:1 (H) |
| 2003/04 | UEFA-Pokal         | 1. Runde               | Hapoel Tel Aviv  | 1:0    | 1:0 (H) | 0:0 (A) |
| 2003/04 | UEFA-Pokal         | 2. Runde               | RC Lens          | 6:1    | 3:0 (H) | 3:1 (A) |
| 2003/04 | UEFA-Pokal         | 3. Runde               | AS Rom           | 1:2    | 1:0 (H) | 0:2 (A) |
| 2011/12 | UEFA Europa League | 2. Qualifikationsrunde | FK Minsk         | 5:2    | 1:1 (A) | 4:1 (H) |
| 2011/12 | UEFA Europa League | 3. Qualifikationsrunde | Legia Warschau   | 0:1    | 0:1 (H) | 0:0 (A) |

Gesamtbilanz: 20 Spiele, 7 Siege, 8 Unentschieden, 5 Niederlagen, 25:17 Tore (Tordifferenz +8)

## Klub-Rekorde

### Rekordspieler
| Rang                 | Name                  | Einsätze | Zeitraum  |
| -------------------- | --------------------- | -------- | --------- |
| 01.                  | Ömer Çatkıç           | 211      | 1997–2008 |
| 02.                  | Hasan Yiğit           | 197      | 1994–2001 |
| 03.                  | Mehmet Polat          | 174      | 1999–2009 |
| 04.                  | Marcello Monteiro     | 160      | 1990–1996 |
| 05.                  | Cem Beceren           | 143      | 1994–1999 |
| 06.                  | Metin Akçevre         | 141      | 1993–1998 |
| 07.                  | Şenol Can             | 140      | 2010–2015 |
| 07.                  | Cristian Zurita       | 140      | 2006–2011 |
| 07.                  | Žydrūnas Karčemarskas | 140      | 2010–2016 |
| 08.                  | Hasan Özer            | 139      | 1992–2005 |
| 09.                  | Ramazan Tunç          | 131      | 1997–2002 |
| 09.                  | İhsan Okay            | 131      | 1990–1995 |
| 10.                  | Ekrem Dağ             | 126      | 2005–2014 |
| Stand: 25. Juni 2015 |                       |          |           |

| Rang                 | Name                   | Tor | Einsätze | Tor/Spiel |
| -------------------- | ---------------------- | --- | -------- | --------- |
| 01.                  | Hasan Özer             | 47  | 139      | 0,34      |
| 02.                  | Hasan Çelik            | 44  | 110      | 0,4       |
| 03.                  | Elvir Bolić            | 43  | 72       | 0,6       |
| 04.                  | Cenk Tosun             | 39  | 109      | 0,36      |
| 05.                  | Sdrawko Lasarow        | 37  | 87       | 0,43      |
| 06.                  | Fatih Tekke            | 28  | 57       | 0,49      |
| 07.                  | Hüseyin Çakıroğlu      | 25  | 114      | 0,22      |
| 08.                  | Beto                   | 24  | 76       | 0,32      |
| 09.                  | Ayhan Akman            | 23  | 98       | 0,23      |
| 09.                  | Mustafa Şahintürk      | 23  | 88       | 0,26      |
| 09.                  | Muhammet Demir         | 23  | 82       | 0,28      |
| 09.                  | Désiré Mbonabucya      | 23  | 70       | 0,33      |
| 10.                  | Maksim Ramaschtschanka | 20  | 61       | 0,33      |
| Stand: 25. Juni 2015 |                        |     |          |           |

## Erfolge
- 3. Platz in der Süper Lig: 1999/00, 2000/01
- 4. Platz in der Süper Lig: 1980/81, 2010/11
- Meister der TFF 1. Lig: 1978/79, 1989/90
- Aufstieg in die Süper Lig: 1978/79, 1978/79
- Meister der TFF 2. Lig: 1971/72
- Aufstieg in die TFF1. Lig: 1971/72
- Spor Toto Pokal: 2012

## Ligazugehörigkeit
- 1. Liga: 1979–1983, 1990–2017

- 2. Liga: 1972–1979, 1983–1990, 2017–2018

- 3. Liga: 1970–1972, 2018–

## Bekannte ehemalige Spieler
- Tolgahan Acar
- Olcan Adın
- Sedat Ağçay
- Alper Akçam
- İbrahim Akın
- Göksel Akıncı
- Ayhan Akman 4
- Erhan Albayrak
- Ahmet Arı
- Cihat Arslan
- Volkan Arslan
- Aytek Aşıkoğlu
- Kemal Aslan
- Serkan Atak
- Yalçın Ayhan
- Sezer Badur
- Faruk Bayar
- Özgür Bayer
- Hakan Bayraktar 4
- Volkan Bekiroğlu
- Dimtcho Beliakov
- Cuma Bezgin
- Mahmut Bezgin
- Recep Biler
- Gilles Binya
- Eray Birniçan
- Elvir Bolić
- Bülent Bölükbaşı 4
- Riadh Bouazizi
- Onur Bulut
- Taşkın Çalış
- Şenol Can
- Hüseyin Çakıroğlu 4
- Ömer Çatkıç 4
- Hasan Çelik 4
- Önder Çengel
- Murat Ceylan
- Veysel Cihan
- Mehmet Çoğum
- Nuri Çolak
- Ferit Cömert
- İbrahim Coşkun
- Ekrem Dağ
- Oğuz Dağlaroğlu
- Antonio de Nigris
- Oktay Delibalta
- Muhammet Demir 4
- Uğur Demirok
- Oktay Derelioğlu 4
- Armand Deumi
- Nikola Drinčić
- Yaşar Duran 3, 4
- Barış Durmaz
- Tarik El Taib
- Murat Erdoğan
- Mahmut Erdoğdu
- Emrah Eren
- Hürriyet Gücer
- Gökhan Güleç
- Orhan Gülle
- Çetin Güner
- Çetin Güngör
- Emre Güngör
- Cenk Güvenç
- Kenan Hasagić
- Ali Ibrahim
- Senijad Ibričić
- Bekir İrtegün
- Ivan
- Gerogi Ivanov
- Ziad Jaziri
- Júlio César
- İlyas Kahraman
- Hüseyin Kalpar
- Mehmet Kara
- Ünal Karaman 4
- İsmail Kartal 4
- Žydrūnas Karčemarskas
- Uğur Kavuk
- Semih Kaya
- Ivan Kecojević
- Tufan Kelleci
- Erdal Kılıçaslan
- Giani Kiriță
- Savaş Koç
- Şevki Koç
- Mert Korkmaz 4
- Reşit Koşar
- Tevfik Köse
- Dorge Kouemaha
- İsmail Köybaşı
- Serdar Kulbilge
- Serdar Kurtuluş 4
- Zdravko Lasarov
- Roland Linz
- André Macanga
- Haris Medunjanin
- Sofiène Melliti
- Dany Nounkeu
- Özden Öngün
- Soner Örnek
- Bekir Ozan Has
- İlhan Özbay
- Serdar Özbayraktar
- Sakip Özberk
- Özgürcan Özcan
- Hasan Özer 4
- Mustafa Özer 4
- Erman Özgür
- Serkan Özsoy
- Gökhan Öztürk
- Yasin Pehlivan
- Ergün Penbe
- Mehmet Polat 4
- Ivelin Popov
- Yaw Preko
- Rodrigo Tabata
- Maksim Ramaschtschanka
- Ertuğrul Sağlam
- Murat Şahin
- Turgut Şahin
- Erkan Sekman
- Fatih Şen
- Darvydas Šerna
- Tolga Seyhan
- Rıdvan Şimşek
- Yusuf Şimşek
- Burak Solakel
- Ismael Sosa
- Erkan Sözeri
- Elyasa Süme
- Bünyamin Süral
- Rodrigo Tabata
- Ozan Tahtaişleyen
- Ufuk Talay
- Kaya Tarakcı
- Orhan Taşdelen
- Fatih Tekke 4
- Kemal Tokak
- Stjepan Tomas
- Kubilay Toptaş
- İbrahim Toraman 4
- Cenk Tosun 4
- Abdou Traoré
- Tamer Tuna
- Ramazan Tunç 4
- Ümit Tütünci
- İbrahim Üzülmez
- Wagner
- Wilton Figueiredo
- İbrahim Halil Yaşar
- Mehmet Yiğit
- Uğur Yıldırım
- Murat Yılmaz
- Mehmet Yılmaz
- Musa Yılmazer
- Mehmet Yozgatlı
- Gökhan Zan
- Adam Zejer
- Kerim Zengin
- Cristian Rodrigo Zurita

## Ehemalige Trainer (Auswahl)
- Todor Veselinović (Juni 1990 – Mai 1991)
- Sakıp Özberk (Juli 1991 – April 1992)
- Vedat Özsoylu 5 (April 1992)
- Yılmaz Gökdel (April 1992 – Dezember 1992)
- Raşit Çetiner (Januar 1993 – Mai 1993)
- Kamuran Yavuz (Juli 1993 – Oktober 1993)
- Vedat Özsoylu 5 (Oktober 1993)
- Yılmaz Vural (Oktober 1993 – Mai 1994)
- Sakıp Özberk (Juli 1994 – Mai 1997)
- Georges Heylens (August 1997 – November 1997)
- Milorad Mitrović (November 1997 – Mai 1998)
- Hüseyin Kalpar (Juli 1998 – September 1999)
- Sakıp Özberk (September 1999 – Mai 2000)
- Erdoğan Arıca (August 2000 – Dezember 2000)
- Sakıp Özberk (Dezember 2000 – Mai 2001)
- Tevfik Lav (Juni 2001 – September 2001)
- Samet Aybaba (September 2001 – Mai 2002)
- Gheorghe Mulţescu (August 2002 – Februar 2003)
- Nurullah Sağlam (Februar 2003 – Mai 2005)
- Faruk Hadžibegić (Mai 2005 – Dezember 2005)
- Hüseyin Kalpar (Dezember 2005 – Februar 2006)
- Samet Aybaba (Februar 2006 – Mai 2006)
- Walter Zenga (August 2006 – Dezember 2006)
- Erdoğan Arıca (Januar 2007 – Mai 2007)
- Mesut Bakkal (August 2007 – Dezember 2007)
- Bünyamin Süral 5 (Dezember 2007 – Februar 2008)
- Nurullah Sağlam (Februar 2008 – März 2009)
- Seçkin Göksel 1 (März 2009 – April 2009)
- José Couceiro (April 2009 – Mai 2010)
- Tolunay Kafkas (August 2010 – September 2011)
- Abdullah Ercan (September 2011 – Januar 2012)
- Hikmet Karaman (Januar 2012 – Februar 2013)
- Bülent Uygun (Februar 2013 – November 2013)
- Sergen Yalçın (November 2013 – März 2014)
- Tahsin Tam (März 2014 – Mai 2014)
- Okan Buruk (Juni 2014 – Mai 2015)
- Mutlu Topçu (Juli 2014 – Mai 2016)
- Sergen Yalçın (Mai 2016)
- İsmail Kartal (August 2016 – Dezember 2016)
- İbrahim Üzülmez (Dezember 2016 – Januar 2017)
- Bülent Uygun (Januar 2017 – Mai 2017)
- Bünyamin Süral (Juni 2017 – Dezember 2017)

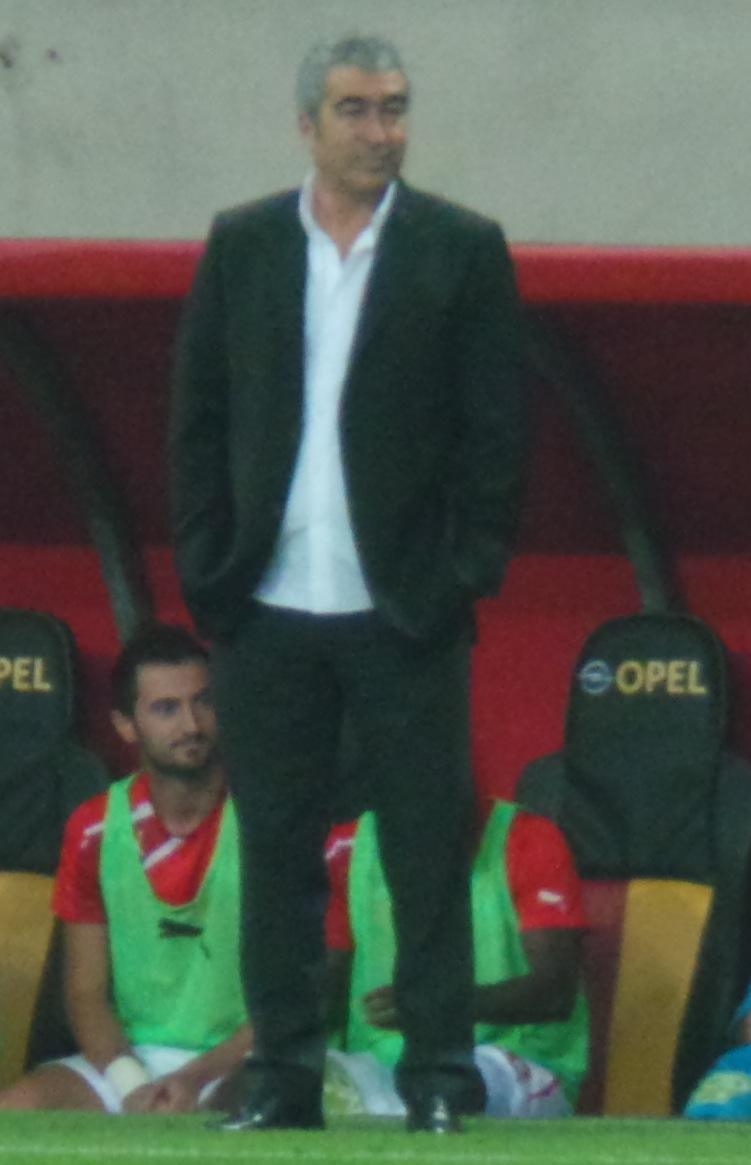
Samet Aybaba
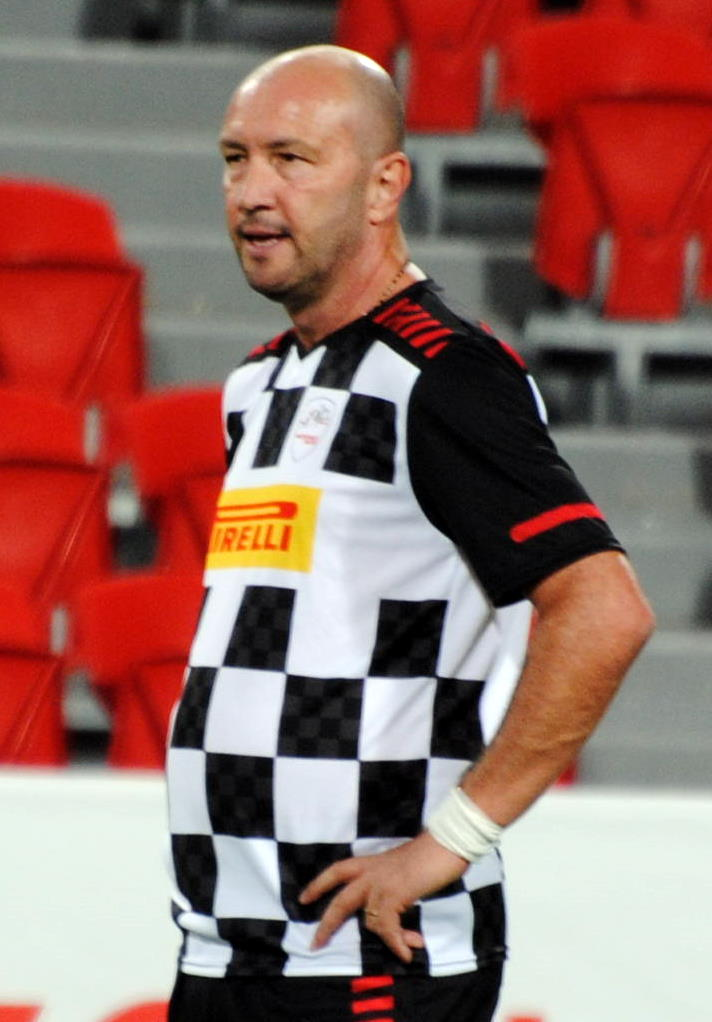
Walter Zenga
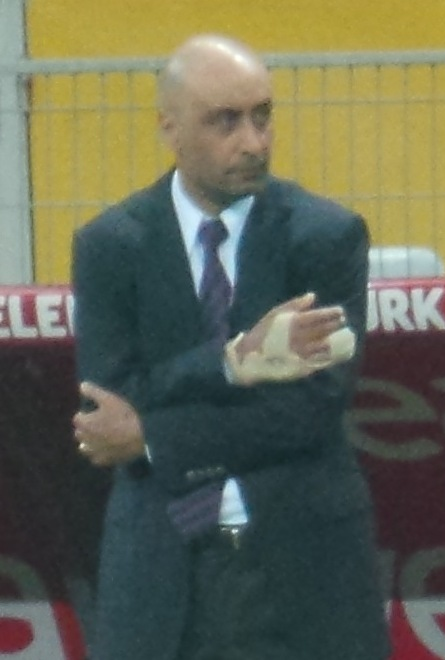
Tolunay Kafkas
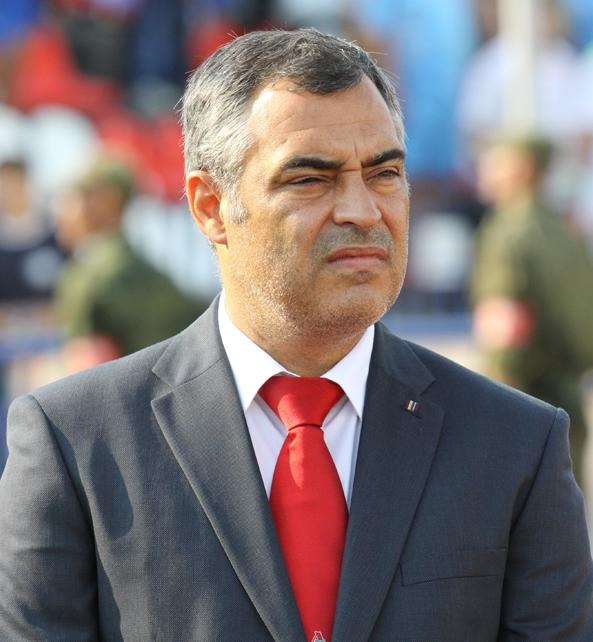
José Couceiro
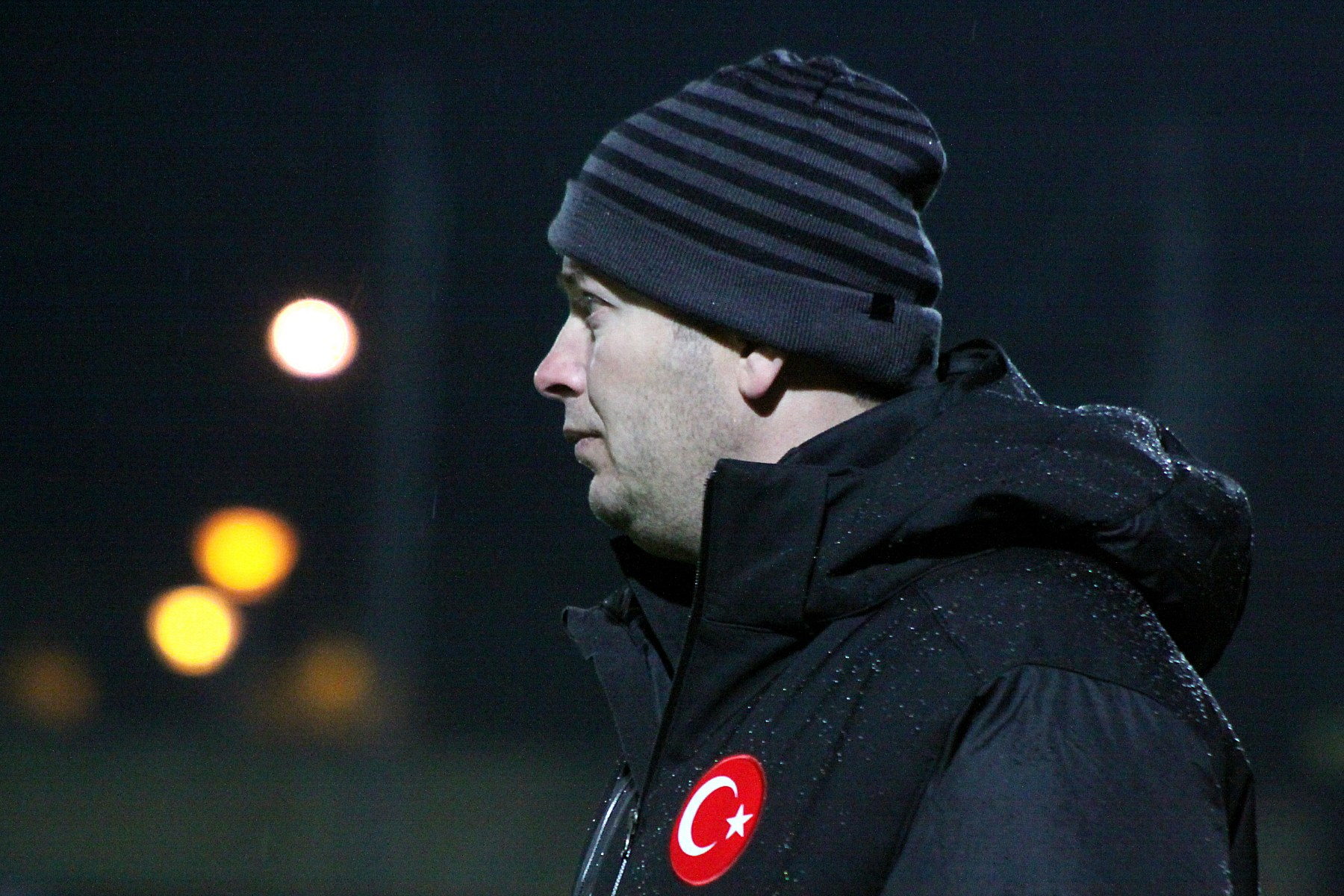
Abdullah Ercan
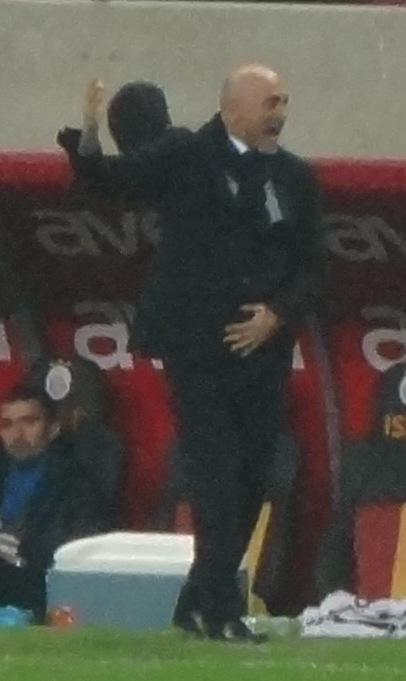
Hikmet Karaman
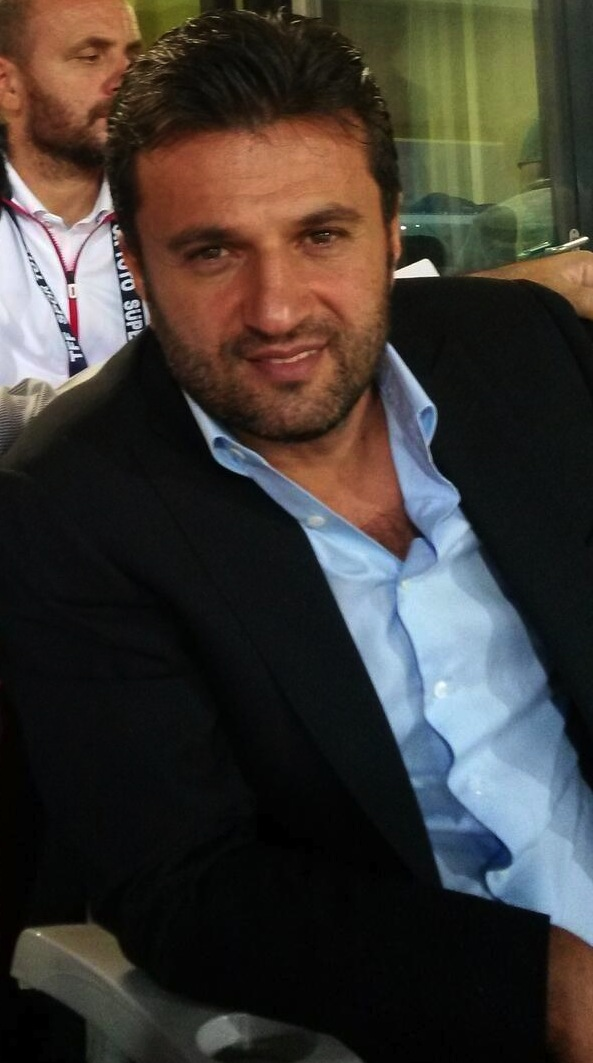
Bülent Uygun
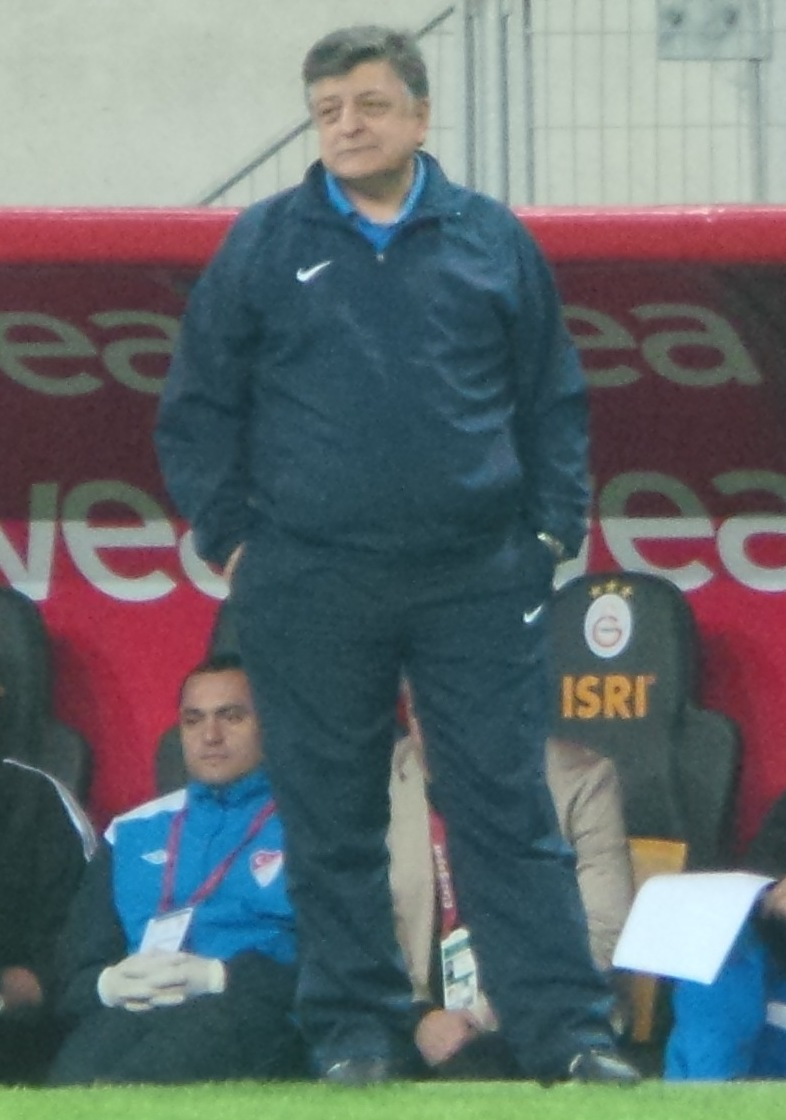
Yılmaz Vural
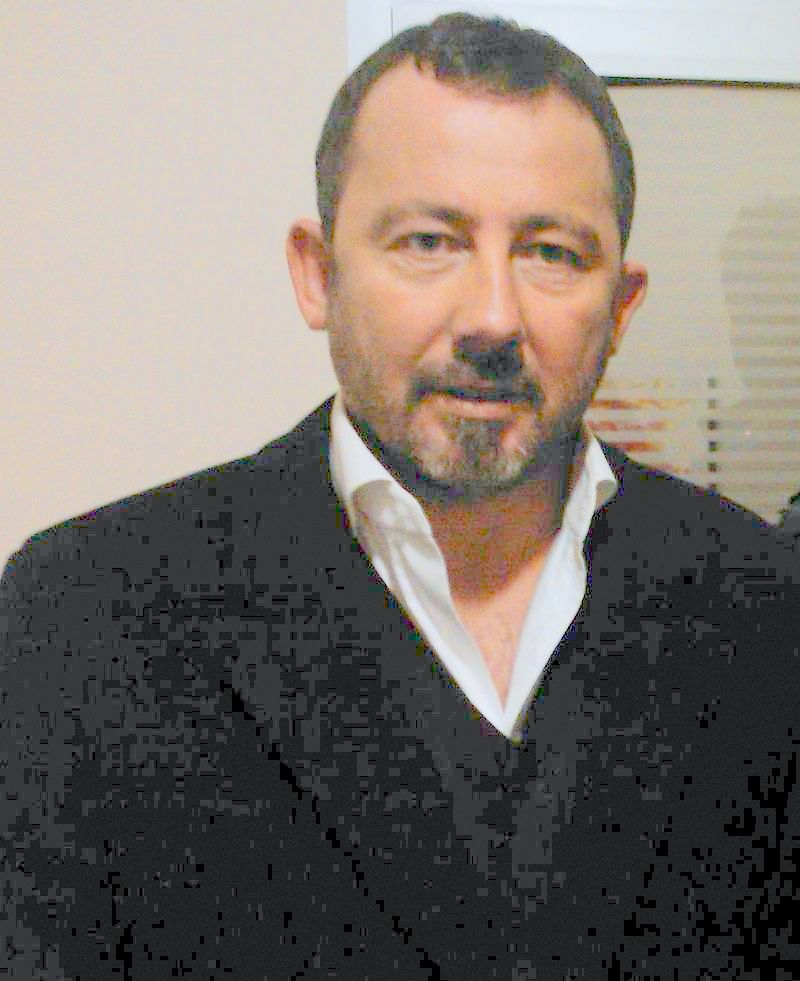
Sergen Yalçın
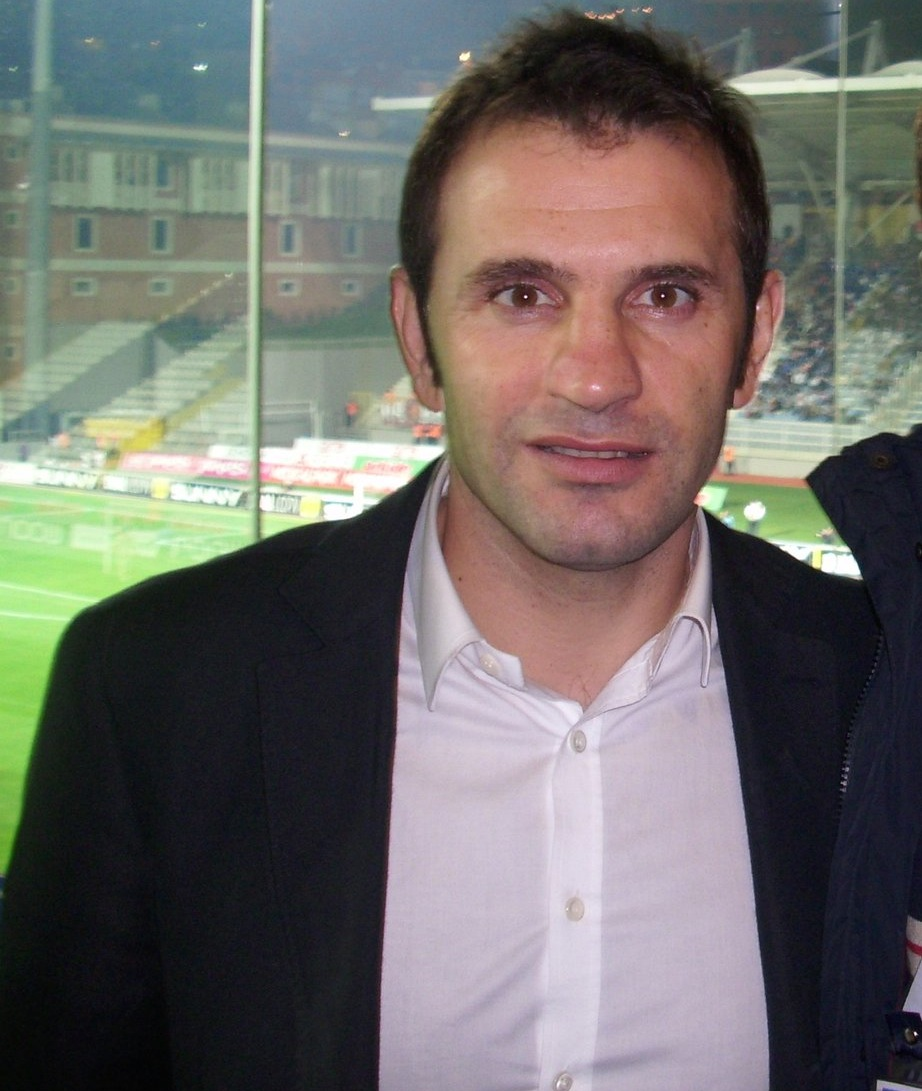
Okan Buruk

## Präsidenten
- Beşir Bayram
- Ömer Köylüoğlu
- Hasan Nehir
- Selahattin Öztahtacı
- Halit Güleç
- Muhittin Göymen
- Hayri Tütüncüler
- Mehmet Saip Konukoğlu
- Ata Aksu
- Halil Kırmızı
- Ali İhsan Gögüş
- Mehmet Batallı
- Bektaş Göçmen
- Sadettin Ergün
- Selahattin Demirat
- Ömer Arpacıoğlu
- Ali Şahindal
- Abdulkadir Konukoğlu
- Ahmet Yılmaz
- Celal Doğan
- İbrahim Kızıl
- Hasan Şahin